# Sainte-Suzanne, Mayenne
Sainte-Suzanne, Mayenne là một xã của tỉnh Mayenne, thuộc vùng Pays de la Loire, tây bắc nước Pháp.